# Polesine Parmense
Polesine Parmense är en ort och frazione i kommunen Polesine Zibello i provinsen Parma i regionen Emilia-Romagna i Italien. 
Polesine Parmense upphörde som kommun den 1 januari 2016 och bildade med den tidigare kommunen Zibello den nya kommunen Polesine Zibello. Den tidigare kommunen hade 1 414 invånare (2015).